# Henry Koto
Henry Koto (28 settembre 1972) è un ex calciatore salomonese, di ruolo centrocampista.

## Carriera

### Nazionale
Ha debuttato in Nazionale nel 1997. Ha messo a segno la sua prima rete con la maglia della Nazionale il 21 giugno 2001, in Isole Salomone-Isole Cook (5-1), siglando la rete del definitivo 5-1 al minuto 88. Ha partecipato, con la Nazionale, alla Coppa d'Oceania 2000 e alla Coppa d'Oceania 2002. Ha collezionato in totale, con la maglia della Nazionale, 11 presenze e una rete.

## Palmarès

### Club

#### Competizioni nazionali
- Campionato salomonese di calcio: 1

Laugu United: 2000